# Anderson Julio
Anderson Julio (Pimampiro, 1996. május 31. –) ecuadori válogatott labdarúgó, az amerikai Dallas csatára.

## Pályafutása

### Klubcsapatokban
Julio az ecuadori Pimampiro községben született. Az ifjúsági pályafutását a Valle del Chota csapatában kedzte, majd az LDU Quito akadémiájánál folytatta.
2016-ban mutatkozott be az LDU Quito első osztályban szereplő felnőtt keretében. 2020-ban a mexikói San Luishoz igazolt. A 2021-es szezonban az észak-amerikai első osztályban érdekelt Real Salt Lake csapatát erősítette kölcsönben. 2022. április 28-án hároméves szerződést kötött a Real Salt Lake együttesével. Először a 2022. május 8-ai, Nashville ellen 2–0-ra elvesztett mérkőzés 76. percében, Rubio Rubin cseréjeként lépett pályára. Első gólját 2022. július 4-én, a Minnesota United ellen idegenben 3–2-es vereséggel zárult találkozón szerezte meg. 2024 decemberében a Dallas szerződtette.

### A válogatottban
2023-ban debütált az ecuadori válogatottban. Először a 2023. június 21-ei, Costa Rica ellen 3–1-es győzelemmel zárult barátságos mérkőzésen lépett pályára.

## Statisztikák
2023. május 21. szerint
| Klub           | Szezon   | Osztály  | Bajnokság | Bajnokság | Kupa  | Kupa | Nemzetközi | Nemzetközi | Összesen | Összesen |
| Klub           | Szezon   | Osztály  | Meccs     | Gól       | Meccs | Gól  | Meccs      | Gól        | Meccs    | Gól      |
| -------------- | -------- | -------- | --------- | --------- | ----- | ---- | ---------- | ---------- | -------- | -------- |
| Real Salt Lake | 2021     | MLS      | 33        | 9         | 0     | 0    | —          | —          | 33       | 9        |
| Real Salt Lake | 2022     | MLS      | 19        | 3         | 0     | 0    | —          | —          | 19       | 3        |
| Real Salt Lake | 2023     | MLS      | 11        | 1         | 1     | 0    | —          | —          | 12       | 1        |
| Összesen       | Összesen | Összesen | 63        | 13        | 1     | 0    | 0          | 0          | 64       | 13       |

### A válogatottban
| Válogatott | Év       | Pályára lépés | Gól |
| ---------- | -------- | ------------- | --- |
| Ecuador    | 2023     | 1             | 0   |
| Összesen   | Összesen | 1             | 0   |